# Sigourney Weaver
Sigourney Weaver, właśc. Susan Alexandra Weaver (ur. 8 października 1949 w Nowym Jorku) – amerykańska aktorka. Laureatka nagrody BAFTA, dwóch Złotych Globów, Złotej Kamery, nagrody Grammy i na Międzynarodowym Festiwalu Filmowym w Marrakeszu. Ponadto była nominowana do trzech Oscarów (1987 i dwa razy w 1989), czterech nagród Primetime Emmy i Tony.
Występowała w roli Ellen Ripley w serii Obcy, jako Dian Fossey w filmie Goryle we mgle (1988) i jako dr Grace Augustine w Avatarze (2009).
Imię Sigourney przyjęła po lekturze powieści F. Scotta Fitzgeralda Wielki Gatsby.
16 grudnia 1999 otrzymała własną gwiazdę w Alei Gwiazd w Los Angeles znajdującą się przy 7021 Hollywood Boulevard.

## Życiorys

### Wczesne lata
Urodziła się i dorastała w Nowym Jorku, jako córka angielskiej aktorki Elizabeth Inglis (z domu Desiree Mary Lucy Hawkins, 1913–2007) i byłego prezesa NBC Universal Sylvestra Weavera (Sylvester Laflin Weaver junior, 1908–2002), pochodzenia szkocko-angielskiego. Uczęszczała do Ethel Walker School w Simsbury, a także do Chapin School, Brearley School i Sarah Lawrence College. W 1972 ukończyła studia na wydziale anglistyki Uniwersytetu Stanforda. Studiowała sztukę teatralną na Uniwersytecie Yale (razem z Meryl Streep).

### Kariera

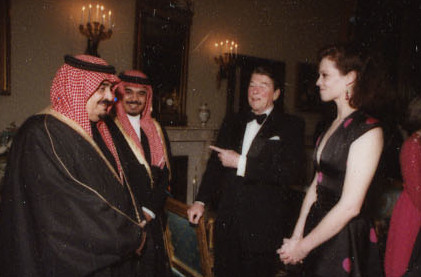
Sigourney Weaver z prezydentem USA Ronaldem Reaganem i królem Arabii Saudyjskiej Fahdem w Białym Domu w 1985

W 1975 debiutowała na Broadwayu w roli Marie–Louise Durham w komedii W. Somerseta Maughama Stała żona z Ingrid Bergman. W 1976 wystąpiła w trzech produkcjach off-broadwayowskich Das Lusitania Songspiel, Titanic i Gemini. W 1985 za rolę Darlene w sztuce broadwayowskiej Davida Rabe’a Hurlyburly w reż. Mike’a Nicholsa z Williamem Hurtem i Ronem Silverem zdobyła nominację do Tony Award.
Jako 29-latka zagrała astronautkę Ellen Ripley w filmie Ridleya Scotta Obcy – ósmy pasażer Nostromo (Alien, 1979). Potem otrzymała kilka ról telewizyjnych i epizodów filmowych, w tym w komedii romantycznej Woody’ego Allena Annie Hall (1977). W następnych latach stworzyła pamiętne kreacje w historii kina, między innymi w dramacie politycznym Petera Weira Rok niebezpiecznego życia (The Year of Living Dangerously, 1983,  u boku Mela Gibsona i Lindy Hunt), komedii Ivana Reitmana Pogromcy duchów (Ghostbusters, 1984, jako muzyk opętana przez wielowiekową siatkę gatunkową Zuul), komedii Mike’a Nicholsa Pracująca dziewczyna (Working Girl, 1988, z Melanie Griffith i Harrisonem Fordem), dramacie Michaela Apteda Goryle we mgle (Gorillas in the Mist, 1988, w roli Dian Fossey, co stało się początkiem jej zaangażowania w problematykę ochrony goryli górskich jako ginącego gatunku) oraz pozostałych częściach serii Obcy.
Pierwszą nominację do Oscara zdobyła w 1986 za rolę w przeboju kinowym Obcy 2. W 1988 była nominowana w dwóch kategoriach jako najlepsza aktorka pierwszo- i drugoplanowa za role w filmach: Goryle we mgle oraz Pracująca dziewczyna. Jest jedną z niewielu aktorek nominowanych do Oscara za role w horrorach.
W 1999 była narratorem filmu przyrodniczego Dlaczego psy się śmieją, a szympansy płaczą.
Była na okładkach magazynów, takich jak „Elle”, „Rolling Stone”, „Vanity Fair”, „Time”, „Esquire”, „Entertainment Weekly”, „InStyle”, „Life”, „Tele Magazyn” i „Reader’s Digest”.
Dysponuje głosem operowym. Zasiadała w jury konkursu głównego na 51. MFF w Cannes (1998).

## Życie prywatne
W 1984 wyszła za mąż za reżysera Jima Simpsona, twórcy The Flea Theater, który jako siedemnastolatek wyjechał do Polski, aby się uczyć u Jerzego Grotowskiego, co zmieniło jego życie. 13 kwietnia 1990 urodziła córkę Charlotte.

## Filmografia
- 1979: Obcy – ósmy pasażer Nostromo (Alien)
- 1981: Naoczny świadek (Eyewitness)
- 1982: Rok niebezpiecznego życia (The Year of Living Dangerously)
- 1984: Pogromcy duchów (Ghostbusters)
- 1986: Obcy – decydujące starcie (Aliens)
- 1988: Goryle we mgle (Gorillas in the Mist: The Story of Dian Fossey)
- 1988: Pracująca dziewczyna (Working Girl)
- 1989: Pogromcy duchów II (Ghostbusters II)
- 1992: Obcy 3 (Alien³)
- 1992: 1492. Wyprawa do raju (1492: Conquest of Paradise)
- 1993: Dave
- 1994: Śmierć i dziewczyna (Death and the Maiden)
- 1995: Jeffrey
- 1995: Psychopata (Copycat)
- 1997: Obcy: Przebudzenie (Alien: Resurrection)
- 1997: Burza lodowa (The Ice Storm)
- 1997: Śnieżka dla dorosłych (Snow White: A Tale of Terror)
- 1999: Kosmiczna załoga (Galaxy Quest)
- 2001: Wielki podryw (Heartbreakers)
- 2002: Debiutant (Tadpole)
- 2003: Kto pod kim dołki kopie... (Holes)
- 2004: Osada (The Village)
- 2006: Śniegowe ciastko (Snow Cake)
- 2007: Zaginiona (The Girl in the Park) jako Julia Sandburg
- 2008: 8 części prawdy (Vantage Point)
- 2008: Mama do wynajęcia (Baby Mama)
- 2009: Modlitwy za Bobby’ego (Prayers for Bobby)
- 2009: Avatar
- 2010: Wariat na wolności (Crazy on the Outside)
- 2010: To znowu ty (You Again)
- 2011: Dom w głębi lasu (The Cabin in the Woods)
- 2011: Porwanie (Abduction)
- 2012: Czerwone światła (Red Lights)
- 2012: Zimne światło dnia (Cold Light of Day)
- 2012: Wampirzyce (Vamps) jako Ciccerus
- 2014: Exodus: Bogowie i królowie jako Tuya
- 2015: Chappie
- 2016: Siedem minut po północy (A Monster Calls)

## Nagrody
| Rok ceremonia | Nagroda                                         | Kategoria                                  | Film / Album                                                 |
| ------------- | ----------------------------------------------- | ------------------------------------------ | ------------------------------------------------------------ |
| 1987          | Nagroda Saturn                                  | Najlepsza aktorka drugoplanowa             | Obcy – decydujące starcie (1986)                             |
| 1989          | Złoty Glob                                      | Najlepsza aktorka w filmie dramatycznym    | Goryle we mgle (1988)                                        |
| 1989          | Złoty Glob                                      | Najlepsza aktorka drugoplanowa             | Pracująca dziewczyna (1988)                                  |
| 1998          | Nagroda BAFTA                                   | Najlepsza aktorka drugoplanowa             | Burza lodowa (1997)                                          |
| 2010          | Nagroda Saturn                                  | Najlepsza aktorka drugoplanowa             | Avatar (2009)                                                |
| 2011          | Nagroda Grammy                                  | Najlepszy album ze słowem mówionym         | Earth (The Book): A Visitor’s Guide to the Human Race (2010) |
| 2016          | Międzynarodowy Festiwal Filmowy w San Sebastián | Nagroda Donostia za całokształt twórczości | –                                                            |

## Nominacje do Oscara
- 1987 Najlepsza aktorka pierwszoplanowa w filmie  Obcy – decydujące starcie[19]
- 1989 Najlepsza aktorka pierwszoplanowa w filmie Goryle we mgle
- 1989 Najlepsza aktorka drguoplanowa w filmie  Pracująca dziewczyna[20]